# تاوه (خمیر)
 تاوَه  روستای کوچکی از توابع بخش مرکزی شهرستان خمیر در شهرستان خمیر در استان هرمزگان ایران است. این روستا در سمت مِهران و قبل از رسیدن به گردنه کتل چیسک حدود ۲ کیلومتر به سمت جنوب در امتداد رودخانه مهران قرار دارد. 

## محدوده تاوَه
از شمال لمزان، از جنوب گرسور، از مغرب کنارزرد، و از سمت مشرق به تهر محدود می‌گردد.

## جمعیت
دارای ۲۷ نفر (۱۰ خانوار) جمعیت است
که از اهل سنت و از شاخه شافعی هستند یعنی از پیروان امام محمد ادریس شافعی هستند. 
دارای مسجد، دبستان، آب‌انبار (برکه) است.

## پیشه
پیشهٔ بیشتر مردم روستا  کشاورزی، دامداری، و تجارت است.
دارای ۲۵۰ اصله نخل دیم و ۱۰۰ من زمین زیر کشت است.